# Muhammad III av Granada
Muhammad III av Granada, död 1314, var sultan av Granada 1302-1309.